# Kuamang (Jujuhan Ilir)
Kuamang is een bestuurslaag in het regentschap Bungo van de provincie Jambi, Indonesië. Kuamang telt 432 inwoners (volkstelling 2010).